# Kaftanzogliostadion
Het Kaftanzogliostadion (Grieks:Καυτανζόγλειο στάδιο) is een multifunctioneel stadion in Thessaloniki, Griekenland. Het is vernoemd naar Kaftanzoglou Foundation, daarmee werd de bouw van dit stadion gefinancierd. De opening vond plaats op 27 oktober 1960. In het stadion kunnen 27.770 toeschouwers.

## Voetbal
Het stadion wordt vooral gebruikt voor voetbal- en atletiekwedstrijden. De voetbalclub Iraklis FC maakt gebruik van dit stadion. Ook het nationale elftal speelt weleens een internationale wedstrijd in dit stadion. In het seizoen 1972-73 werd hier de finale van de Europacup II gespeeld. De wedstrijd ging tussen AC Milan en Leeds United (1–0).
In 2004 werd het stadion gerenoveerd om te kunnen worden ingezet op het voetbaltoernooi van de Olympische Zomerspelen 2004. Er waren groepswedstrijden, een kwartfinale, halve finale en de wedstrijd om de bronzen medaille bij de mannen. Bij die laatste wedstrijd ging het tussen Italië en Irak en werd het 1–0. Bij het vrouwentoernooi waren er 3 groepswedstrijden en een kwartfinale.

## Atletiek
Regelmatig vinden er in dit stadion atletiektoernooien plaats. In 2009 waren in dit stadion de Griekse kampioenschappen. Verder vinden er ook regionale en Europese kampioenschappen plaats. In 2009 was in dit stadion de finale van de IAAF World Athletics.